# Iain Duncan Smith
Sir George Iain Duncan Smith (Edimburgo, 9 aprile 1954) è un politico britannico membro della Camera dei Comuni dal 1992 per il Partito Conservatore al quale ha aderito nel 1981.
Sua sorella, Susan Duncan Smith, è una celebre autrice di canzoni (occasionalmente cantante), nota a livello europeo per il suo lavoro con gli Oliver Onions.

## Biografia
La sua prima elezione al parlamento risale al 1992: da allora detiene il seggio di Chingford e Woodford Green. È stato leader del Partito Conservatore dal settembre 2001, quando ha scalzato William Hague grazie all'appoggio della corrente euroscettica che faceva riferimento a Margaret Thatcher. Primo cattolico a ricoprire quella carica (e primo scozzese dopo Arthur James Balfour), è stato sostituito nell'ottobre 2003 da Michael Howard in seguito ad un voto di sfiducia interno al partito che non lo considerava adatto a riconquistare la guida del paese.
A partire dal 12 maggio 2010 Smith ha ricoperto il ruolo di Segretario di Stato per il Lavoro e le Pensioni nel governo di coalizione Tories-Liberaldemocrats, presieduto da David Cameron; riconfermato nel secondo Governo Cameron, dopo la vittoria elettorale nel maggio 2015, si è dimesso nel marzo 2016 per protestare contro gli annunciati tagli alle spese sociali per i disabili, da lui definiti "indifendibili", presentati nel bilancio dal cancelliere dello scacchiere George Osborne. Il vero motivo per il quale avvengono le dimissioni è tuttavia inserito nel contesto della profonda spaccatura all'interno dei Conservatori tra i favorevoli all'uscita del Regno Unito dall'Unione Europea, come Smith, e l'ala filoeuropea, guidata da Cameron, nel referendum indetto per il giugno 2016.